# Sé Nova
Sé Nova (llamada oficialmente Coimbra (Sé Nova)) era una freguesia portuguesa del municipio de Coímbra, distrito de Coímbra.

## Localización
Sé Nova ("Catedral Nueva") era una de las freguesias urbanas de la ciudad de Coímbra, que abarcaba buena parte del casco histórico.

## Historia
Fue suprimida el 28 de enero de 2013, en aplicación de una resolución de la Asamblea de la República portuguesa promulgada el 16 de enero de 2013 al unirse con las freguesias de Almedina, Santa Cruz y São Bartolomeu, formando la nueva freguesia de Coimbra (Sé Nova, Santa Cruz, Almedina e São Bartolomeu).

## Patrimonio
Dada su situación, la antigua freguesia de Sé Nova atesoraba un importante patrimonio histórico-artístico, en el que se cuentan  el Acueducto de San Sebastián (siglo XVI, sobre otro primitivo romano), el Palacio Episcopal, donde actualmente se encuentra instalado el Museo Nacional de Machado de Castro, la iglesia de San Juan de Almedina, parte del complejo del palacio episcopal (siglo XVII), el Jardín Botánico de la Universidad de Coímbra, el Palacio das Escolas, edificio histórico de la Universidad, y la propia Sé Nova, originalmente iglesia del Colegio de los Jesuitas (siglo XVII).